# ۱۴۱۱ (میلادی)
۱۴۱۱ (میلادی) هزار و چهارصد  و یازدهمین سال تقویم میلادی است.

## درگذشتگان
‎